# Rhizocephalus
Rhizocephalus is een geslacht uit de grassenfamilie (Poaceae). De soorten van dit geslacht komen voor in gematigd Azië.

## Soorten
Van het geslacht is de volgende soort bekend: 
- Rhizocephalus orientalis